# Бона ди Романяно
Вижте пояснителната страница за други личности с името Бона.
Бона ди Романяно (на италиански: Bona di Romagnano) е италианска благородничка от маркизите на Романяно, метреса на Филип II Саво́йски Безземни – родоначалник на кадетския клон Савоя-Брес и 7-и херцог на Савоя (1496 – 1497).

## Потомство
От Филип II ражда един син и три или четири дъщери:
- Филипина Извънбрачна Савойска (* 1498, † 1524), вероятна първа съпруга на Лоренцо Великолепни (* 1 януари 1449, † 8 април 1492), господар на Република Флоренция
- Клодина Извънбрачна Савойска (* 1479, † 2 април или 2 май 1528), ∞ 4 септември 1514 (договор) в Брюксел като втора съпруга за Якоб [III], граф ван Хорне († 15 август 1531), син на Якоб [II], граф ван Хoрне и на втората му съпруга Йонаха ван Груутхузе
- Маргарита Извънбрачна Савойска, нар. „Маргарита Женевска“, придворна дама на херцогиня Бианка Монфератска, ∞ за Феридо (Фериоло) Коста ди Киери, граф на Ариняно или господар на Полонгера
- Йоана Извънбрачна Савойска (* 1493, † 1500)
- Михаил Извънбрачен Савойски († сл. 28 януари 1501), апостолически служител.